# Giorgio Faletti
Giorgio Faletti (Asti, 25 de noviembre de 1950 - Turín, 4 de julio de 2014) fue un cantante, poeta, compositor, escritor, actor y  comediante italiano.

## Biografía
Giorgio Faletti inició su carrera artística como cantante del cabaret Derby de Milán, en los años 70, junto a otros artistas, como Enzo Jannacci y Enrico Montesano, entre otros. En el año 1982, debutó en televisión, junto a Raffaella Carrà en el programa Pronto Raffaella (Aló, Raffaella) de la RAI.
En 1985, formó parte del elenco del programa cómico de dicho canal, titulado "Drive In".
En 1994, ganó el Premio a la Crítica del Festival de San Remo con la canción Signor Tenente (Señor Teniente). En ese mismo año, compuso canciones para otros artistas como Mina Mazzini, Gigliola Cinquetti, y Angelo Branduardi.
En el año 2002, escribió su primer libro, titulado Io Uccido (Yo mato), una novela de suspense que ha vendido dos millones de ejemplares en Italia y 40.000 en España, y dos años después publicó Niente di vero, tranne gli occhi (El tercer lado de los ojos), que vendió más de 700.000 ejemplares. En 2005, condujo el programa Nati a Milano (Nacido en Milán), en la RAI. Más tarde, en 2006, publicó su tercer libro Fuori da un evidente destino (Fuera de un evidente destino).
Falleció en el Hospital Molinette de Turín el 4 de julio de 2014 después de una larga enfermedad.

## Filmografía
- Si ringrazia la regione Puglia per averci fornito i milanesi (1982)
- Grunt (1983)
- Miracolo italiano (1994)
- Elvjs e Merilijn (1998)
- Locride, Calabria (2000)
- Notte prima degli esami (2006)

## Programas de televisión
- Pronto, Raffaella (1982)
- Drive In (1985)
- Nati a Milano (2005)